# 王昌熾
王昌熾（1926年—2014年4月23日），臺灣男演員、製片人暨副導演。

## 生平
王昌熾生於1926年，早年為中華民國國防部總政治作戰部藝術工作總隊戲劇隊成員，曾加入中華民國教育部中華實驗劇團，1964年接任中華實驗劇團團長。
其後王昌熾簽約中視，任該台基本演員。他與中視導演李泉溪及演員戽斗、鷺菁、孟元，因同樣肖虎而結為好友。1983年11月6日，中視成立第一個舞台劇團「中視劇團」，由洪濤擔任團長，王昌熾擔任執行製作。
2014年4月24日，王昌熾於臺北去世，享年八十八歲。

## 製片作品
- 龍白小（1975）

## 副導演作品
- 三更冤（1967）
- 鐵頭皇帝（1967）
- 盤絲洞（1967）

## 演出作品

### 電影
- 邊城三俠（1966）
- 百醜大全（1971）
- 黑白道（1971）
- 歡天喜地（1971）
- 黃浦灘頭（1972）
- 獨臂拳王（1972）
- 狂風沙（1972）
- 七煞街（1973）
- 鐵漢驚魂（1973）
- 摶命彈腿（1973）
- 罪惡滔天（1974）
- 包公奇案（1975）
- 龍白小（1975）
- 女兵日記（1975）
- 方世玉與胡惠（1976）
- 大太監（1976）
- 八國聯軍（1976）...翻譯
- 蔡李佛小子（1976）
- 江湖漢子（1977）
- 燈籠街（1977）
- 九玫龍（1977）
- 醉猴女（1979）
- 乞丐與藝妲（1979）
- 汪洋中的一條船（1979）
- 套房出租（1980）
- 職業兇手（1981）
- 血雨鴛鴦奪魂笛（1981）
- 吹牛大王（1982）
- 撞鬼（1983）
- 九子天魔（1984）
- 神通（1993）

### 電視劇
- 長白山上（1970）
- 一代暴君（1974）
- 戰國風雲（1980）
- 愛，在明天（1980）
- 神鵰俠侶（1984）
- 驀然回首（1984）
- 一代名臣范仲淹（1989）
- 鹹魚翻身（1991）
- 包青天（1993）

### 舞台劇
- 梁祝情史（1962）
- 疼惜台灣（1995）

## 外部連結
- 王昌熾在互联网电影资料库（IMDb）上的資料（英文）（英文）
- 王昌熾在香港影庫上的簡介